# Padang Garugur Jae
Padang Garugur Jae is een bestuurslaag in het regentschap Padang Lawas van de provincie Noord-Sumatra, Indonesië. Padang Garugur Jae telt 765 inwoners (volkstelling 2010).